# Calamus usitatus
Calamus usitatus är en enhjärtbladig växtart som beskrevs av Francisco Manuel Blanco. Calamus usitatus ingår i släktet Calamus och familjen Arecaceae. Inga underarter finns listade i Catalogue of Life.